# Vの炎
『Vの炎』（ブイのほのお）は、1995年（平成7年）10月9日から同年11月2日まで、フジテレビ系で放送されたテレビドラマ。全25回。V6がメンバー全員で初主演した作品である。
1996年のバレーボールアトランタオリンピック世界最終予選のPR番組内で放送された。このときV6は皆で合宿をして撮影していた。

## あらすじ
高校バレーの地区大会、1回戦でライバル・竜神高校に大差の負けを喫した月見高校バレー部は部員が次々と辞めてしまい、残ったのは林と万年補欠の三宅だけに。更に、生徒会長の川崎に1週間以内に6人部員が揃わなかったらバレー部を廃部にすると言われてしまう。
部員集めに奔走する林と三宅は、帰宅途中に他校生と喧嘩をしていた不良・坂本に出会う。その直後、坂本が階段から落ちてくる乳母車を回転レシーブしたボールで押し戻す所を目撃した林と三宅は、坂本をバレー部に誘うが、断られてしまう。
次の日、林と三宅は部員を集めるために授業を抜け出し、体育でバスケをしていた井ノ原の跳躍力を目に留め部員に誘う。井ノ原が入部を承諾したため、林たちは次の部員候補としてスポーツ万能の秀才である長野を誘いに行くことに。林を見下しサッカーのPKを林が止めれば入ってやるという条件を付けた長野に対し、林は何度も挑戦し、バレーのサーブを応用してPKを止める。
だが、結局期限までに6人を揃えることはできず、生徒会長の川崎に廃部を迫られる。その時、一度は入部を断った坂本と、すぐにレギュラーになれそうなバレー部に入ると決めた岡田が部室を訪れる。
2人の入部でとりあえずは廃部を逃れたバレー部だが、その矢先、6人で食事をしに行った帰りに林が交通事故で亡くなってしまう。林の死に打ちひしがれる三宅たちだが、数日後、亡くなった林にそっくりの森田がバレー部に入部したいと言ってくる。林と同じ顔ながら正反対の性格を持つ森田への接し方にとまどう部員たちだが、彼の入部を認め6人で新生バレー部として活動することを決める。

## キャスト

### 月見高校バレー部員
（V6メンバーの実際の名前が役名になっている）
- 森田剛 - 森田剛 ： 月見学園高校2年生

林の事故死の直後に月見学園高校にやってきた北海道からの転校生。
林とは正反対の田舎育ちの野生児で、その天才的な運動神経で林の代わりにバレー部の中核として活躍する。
高校卒業後プロのバレーボール選手となり、元ライバルの佐野とのコンビでワールドカップ2連覇を果たす。10年後の時点では次のオリンピックに向けて「ファイヤーV作戦」の強化版の開発を行っている。
- 三宅健 - 三宅健 ： 月見学園高校1年生

万年補欠だが、林を尊敬し部員の誰よりもバレーを愛する少年。
林そっくりな森田の出現に戸惑いながらも、林の遺志を継ぎバレー部再起に奮闘する。
高校卒業後にマネージャーの川崎と結婚し、三人の父となる。自分の子供たちだけでバレーボールチームを作ることを夢見ており、10年後の時点では4人目の子供の誕生に向けて準備中。
- 岡田准一 - 岡田准一

様々な部活を転々とした末にバレー部にやってきた少年。
自伝を書くのが趣味だが、その内容は大幅な誇張と嘘が大半を占めており、実際は何をやっても途中で投げ出してしまっていた。
高校卒業後はバレー部での日々をつづった自伝を出版するも売れずに終わるが、バレーボールによるダイエットをテーマにした2冊目の本がベストセラーとなる。
- 井ノ原快彦 - 井ノ原快彦

アメリカ帰りで、ときどき妙な英語混じりでしゃべるお調子者。
運動神経は平凡だが優れた跳躍力の持ち主で、バスケットボールをしていたところを林にスカウトされた。
大学卒業後に再びアメリカに渡り、10年後は全米に237店舗を展開するフルーツパーラーチェーンのオーナーとなっている。
- 坂本昌行 - 坂本昌行 ： 月見学園高校2年生

ケンカをしたり平然と酒を飲んだりする不良で、進学校である月見学園高校では浮いた存在だが、意外に情に厚くしっかり者で、ときどきキザ。
持ち前の運動神経の良さから林にスカウトされ、その後は森田のパートナーとして活躍する。
高校卒業後に医大に進学して医師となり、ザイールに渡ってエボラ出血熱の治療に全力を尽くすが、自らもエボラ出血熱に感染し27歳の若さでこの世を去った。
- 長野博 - 長野博 ： 月見学園高校2年生

パソコンの扱いに長けており、頭も良くスポーツ万能な長野財閥の御曹司。
幼い頃から常に勝者であることを求められていたため、プライドが高く精神的に脆いのが玉にキズ。バレー部の作戦面を一手に引き受けている。
高校卒業後マサチューセッツ工科大学に留学し、在学中の音声対応パソコンの発明などから10年後は世界の賞賛を受ける存在となっている。
- 林 - 森田剛（二役） ： 月見学園高校2年生

バレーに青春を燃やす誠実な少年。
他の部員がバレーに見切りを付け受験勉強を優先するためにバレー部を去る中で、三宅と共にバレー部存続のために奔走する。
なんとか部員の確保に成功するも、お好み焼き屋での懇親会の帰りに他の部員たちの目の前でトラックにはねられ命を落とす。

### 取り巻く人々
- 佐野瑞樹…ライバル高校のエース・佐野瑞樹
- もたいまさこ…元月見高校バレー部キャプテン・伝説の名アタッカー朝丘こずえ
- 岡田可愛…元月見高校バレー部副キャプテン・鮎原ユミ
- 萩原流行…バレー部を見守る謎の男。実は林の父親。
- 川崎愛…生徒会長、月見高校バレー部マネージャー・川崎愛
- 山口ゆか…ラクロス部だがバレー部を応援する月見高校2年生・ゆか
- U-turn…お好み焼き屋の店員
  - 対馬盛浩
  - 土田晃之
- 赤坂泰彦…全国高校バレーボール選手権実況
- 来宮良子（ナレーション）

## スタッフ
- 監督：今関あきよし
- 脚本：飯田まち子、下等ひろき
- 企画：秋元康
- オープニングテーマ 「MUSIC FOR THE PEOPLE」V6
- エンディングテーマ 「夢見る少女じゃいられない」相川七瀬